# Wicca
La wicca es una religión sincrétrica y neopagana moderna, vinculada con la brujería y otras religiones antiguas. Estudiosos de la religión la clasifican como un nuevo movimiento religioso y como parte del esoterismo occidental ocultista. Fue desarrollada en Inglaterra durante la primera mitad del siglo XX y presentada al público en 1954 por Gerald Gardner, un funcionario jubilado británico que afirmó haber descubierto una antigua religión pagana (la llamada hipótesis del culto de las brujas).  
Respecto a su estructura teológica y prácticas rituales, la Wicca se basa en un conjunto diverso de motivos paganos antiguos y herméticos del siglo XX. La palabra witch deriva del inglés de la Edad Media wicche, del idioma anglosajón wicce ( / wɪttʃe /) (femenino) «bruja» y wicca ( / wɪttʃɑ /) (masculino) «sabio». 
La Wicca no tiene una figura de autoridad central. Sus creencias, principios y prácticas tradicionales fueron esbozadas originalmente en las décadas de 1940 y 1950 por Gardner y por una de las primeras Sumas Sacerdotisas, Doreen Valiente. Las prácticas tempranas se difundieron a través de libros publicados y en enseñanzas secretas escritas y orales transmitidas a sus iniciados.  
Hay muchas variaciones en la estructura central, y la religión ha crecido y evoluciona con el tiempo. Se divide en diversos linajes, covens (aquelarres) y denominaciones, denominadas tradiciones, cada una con su propia estructura organizativa y nivel de centralización. Debido a su naturaleza descentralizada, existe cierto desacuerdo sobre lo que realmente constituye la Wicca. Algunas tradiciones, denominadas colectivamente British Traditional Wicca (BTW; Wicca tradicional británica), siguen estrictamente el linaje iniciático de Gardner y consideran que el término wicca solo debe aplicarse a las tradiciones similares, mientras que las nuevas tradiciones, conocidas en conjunto como wicca ecléctica, no.
La Wicca es típicamente duoteísta, adorando y/o trabajando con una Diosa y un Dios. Tradicionalmente son vistos como la Triple Diosa y el Dios Cornudo (o Dios Astado), respectivamente. Estas deidades pueden ser consideradas de una manera primordial, como si tuvieran muchos aspectos divinos diferentes que a su vez pueden identificarse con muchas deidades paganas diversas de diferentes panteones históricos. Por tal razón, a veces se hace referencia a ellas como la «Gran Diosa» y el «Gran Dios Cornudo», connotando el adjetivo «gran» una deidad que contiene muchas otras deidades dentro de su propia naturaleza. Algunos wiccanos se refieren a la deidad diosa como la «Señora» y a la deidad dios como el «Señor»; en este contexto, cuando «señor» y «señora» se utilizan como adjetivos, es otra forma de referirse a ellos como una figura divina. Estas dos deidades se consideran a veces facetas de una divinidad panteísta mayor, que se considera una fuerza o proceso impersonal más que una deidad personal. Aunque el duoteísmo o el biteísmo es tradicional en la wicca, creencias wiccanas más amplias pueden abarcar el politeísmo, el panteísmo, el monismo y el monoteísmo de la Diosa  (como ocurre en la Wicca diánica). Otros los ven como el Dios y la Diosa Universales que proceden del Uno.
Las celebraciones wiccanas abarcan tanto los ciclos de la Luna, rigiéndose por la Rueda del Año y celebrándose en unos festivales conocidos como esbats y comúnmente asociados con la Diosa (deidad femenina), como los ciclos del Sol, festivales estacionales conocidos como Sabbats y comúnmente asociados con el Dios Cornudo (deidad masculina). Una declaración anónima conocida como la Rede Wicca es una expresión popular de la moral wiccana, aunque no es universalmente aceptada por los wiccanos. La wicca a menudo implica la práctica ritual de la magia, aunque no siempre es necesaria.

## Historia

### Orígenes
La historia de la wicca ha sido objeto de amplio debate. Esta religión salió a la luz pública por primera vez en Inglaterra, por acción de un funcionario retirado y ocultista llamado Gerald Gardner. En 1954 este publica Witchcraft Today (Brujería de hoy), una vez que fueron abolidas las últimas leyes que perseguían la brujería en el país anglosajón. A esta obra siguió The Meaning of Witchcraft (El significado de la brujería) en 1959. Gardner alegó que a finales de los años 30 había encontrado un grupo de brujas conocido como el aquelarre de New Forest, en la región de Hampshire de Inglaterra, superviviente del antiguo culto de la brujería, y que había sido iniciado en el mismo. Los rituales que habría recibido de este grupo estaban incompletos, por lo que él los había reescrito para hacerlos practicables.
Autores como Aidan Kelly han rebatido durante años estas afirmaciones y argumentan que los ritos fueron inventados completamente por Gardner, con préstamos de la magia ceremonial y órdenes ocultistas como la Orden Hermética de la Aurora Dorada (Golden Dawn). Además, Gardner tuvo amistad con el ocultista Aleister Crowley poco antes de la muerte del mismo, por lo que en décadas posteriores se ha llegado a especular sobre la ayuda del ocultista en el desarrollo de algunos rituales. Ronald Hutton explica que Gardner pudo basarse en fuentes publicadas de otros autores como Margaret Murray, Charles Leland y Sir James Frazer, quienes afirmaban que había existido una religión matriarcal en épocas prehistóricas y que, de algún modo, había sido preservada en secreto hasta nuestros días en algunos círculos secretos de brujas.
Otros autores, como Phillip Heselton, Doreen Valiente o Isaac Bonewits, apuntan hacia grupos reconstruccionistas de principios del siglo XX más que hacia una antigua religión pagana completamente intacta. Bonewits señala que «en algún momento entre 1920 y 1925, en Inglaterra, algunos folcloristas se unieron con algunos rosacruces de la Golden Dawn y con supuestos brujos tradicionales familiares para producir el primer coven moderno en Inglaterra, y unieron de forma ecléctica las distintas fuentes que pudieron encontrar con el objetivo de reconstruir su pasado pagano».
Doreen Valiente, por su parte, fue suma sacerdotisa de Gardner y trabajó con él para retocar textos rituales, aunque por divergencias se distanció del autor e investigó sobre brujería antigua, así como otras tendencias modernas. Según Valiente, aparece cierta base en la estructura que no pertenece a la Golden Dawn, a Margaret Murray ni a ninguna de las fuentes mencionadas, lo que puede indicar tanto la existencia de un viejo círculo encontrado en New Forest como la recopilación de diversas fuentes de brujería tradicional por parte de Gardner.
Los wiccanos celebran el día del Orgullo Pagano Mundial el 30 de junio, con otras muchas religiones de carácter pagano.

### Desarrollo
Con la intención de perpetuar lo aprendido en su supuesta experiencia con el aquelarre de New Forest, Gardner fundó el aquelarre de Bricket Wood con su esposa Donna en la década de 1940, tras comprar el club naturista Fiveacres Country Club. Gran parte de los primeros miembros del aquelarre procedían del club y sus reuniones se celebraban en sus instalaciones. Muchas figuras notables de la wicca temprana fueron iniciados directos de este aquelarre, incluyendo a Dafo, Doreen Valiente, Jack Bracelin, Frederic Lamond, Dayonis, Eleanor Bone, y Lois Bourne.
La religión de la Brujería se hizo más prominente a partir de 1951, con la derogación de la Ley Anti-Brujería de 1735, después de lo cual Gardner y luego otros como Charles Cardell o Cecil Williamson comenzaron a dar a conocer sus propias versiones de la Brujería. Gardner y otros nunca utilizaron el término «wicca» como identificador religioso, refiriéndose simplemente al «culto a las brujas», la «brujería» o la «Vieja Religión». Sin embargo, Gardner sí se refería a las brujas como «las wicas». Durante la década de 1960, el nombre de la religión se normalizó a «wicca». La tradición de Gardner, más tarde denominada gardnerianismo, pronto se convirtió en la forma dominante en Inglaterra y se extendió a otras partes de las islas británicas.
La wicca gardneriana es una religión mistérica e iniciática. Para pertenecer, no es necesario iniciarse en un aquelarre (círculo o coven) donde se recibe la enseñanza de la tradición, que está sujeta a juramento de secreto. A partir de los años 1960 aparecen otras ramas derivadas de los conocimientos de la wicca gardneriana. En los Estados Unidos la wicca fue introducida por el autor Raymond Buckland, iniciado gardneriano. Con la publicación de sus libros se extendió el interés por la religión en todo el país. Mientras muchos estaban iniciados, otros practicantes recopilaban y/o creaban sus propios rituales a partir de Buckland y de otras fuentes que empezaron a publicarse abiertamente.

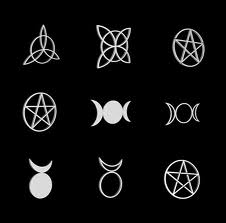
Símbolos de la religión wiccana

Otro hecho destacado en el desarrollo es la fundación por parte de feministas estadounidenses, a finales de los 60-principios de los 70, del movimiento de la wicca diánica, conocida también como «brujería diánica feminista». Se basan en diversos textos, principalmente Aradia o el evangelio de las brujas, publicado por Charles Leland, que recopila relatos alegóricos de brujas italianas tradicionales. Hacen mucho énfasis en la creatividad y en la espontaneidad.
Además cualquiera puede pertenecer a la religión wicca si lo desea. Esta se abre a cualquier tipo de persona sin ningún prejuicio.
El sistema jerárquico del estilo gardneriano, así como la transmisión de linaje, toman un diferente carácter.
Paralelo a esto surge la corriente ecléctica, que toma partes de varias corrientes dentro de la wicca y de la brujería sin seguir una línea en particular. Además, se potencian los rituales de autoiniciación personal, como ayuda para que los interesados en la religión puedan ser parte de ella aunque no tengan acceso a la formación en un coven. Esto contrasta con la creencia gardneriana de que «sólo un brujo puede iniciar a otro brujo».
Ante el crecimiento progresivo de las ramas eclécticas y de paganos que adoptan parte de las creencias de la wicca, para diferenciarse las tradiciones con linaje se agrupan bajo la denominación de wicca tradicional, también BTW (British Traditional Wicca; en español: wicca tradicional británica).
En la década de 1990, en medio de un número cada vez mayor de autoiniciados, los medios de comunicación populares empezaron a explorar la «brujería» en películas de ficción como The Craft (1996) y series de televisión como Charmed (1998-2006), introduciendo a un gran número de jóvenes en la idea de la brujería religiosa. Internet y autores como Silver RavenWolf pronto se hicieron eco de este creciente grupo demográfico, para crítica de los grupos e individuos wiccanos tradicionales. En respuesta a la forma en que la Wicca era retratada cada vez más como algo de moda, ecléctica e influenciada por el movimiento New Age, muchas brujas se volvieron hacia los orígenes pre-Gardnerianos de la brujería, y a las tradiciones de sus rivales como Cardell o Cochrane, describiéndose a sí mismas como seguidoras de la «brujería tradicional». Entre los grupos más destacados de este renacimiento de la Brujería Tradicional se encuentran el Cultus Sabbati de Andrew Chumbley o el aquelarre Cornish Ros an Bucca. 
La wicca, tanto en su forma tradicional como ecléctica, está presente y reconocida como religión en varios países del mundo. En los países hispanoparlantes ha crecido el número de practicantes en las últimas décadas, en su mayoría eclécticos, por el acceso a información a través de Internet y la publicación de libros importantes traducidos al castellano.

## Etimología
La palabra wicca aparece por primera vez en las obras de Gerald Gardner, aunque según estudios más contemporáneos, como el realizado por Sorita d'Ese y David Rankine, muestran que esa palabra puede ser rastreada a un tiempo anterior al de Gardner. El autor utiliza el término como adjetivo para referirse a los practicantes de brujería, «los wica», y no a la religión, a la que alude como «brujería» (nunca wicca). Las raíces de este término se han rastreado en inglés antiguo, en conexión con las palabras wicca (pronunciado "huica") para brujo masculino, y wicce ("huiche", véase völva) para femenino, que son los predecesores del moderno witch (‘brujo’ o ‘bruja’ en inglés). A la etimología de la palabra inglesa witchcraft (‘brujería’) se le han dado interpretaciones como craft of the wise (el arte/oficio de los sabios) y, con el mismo sentido, craft of the Wicca. Otro nombre muy extendido es simplemente the craft (‘el arte’). También se utiliza el término «religión antigua».
La palabra wicca, para referirse a la religión en sí misma, empezó a adoptarse a partir de los años 1970, especialmente en Estados Unidos, como un modo de evitar las connotaciones negativas de la palabra «brujería» y para diferenciarse de otras ramas de la brujería tradicional no gardneriana.
En la actualidad, con el desarrollo de las sendas paganas, neopaganas y una aceptación mayor, diversos autores y estudiosos, como por ejemplo Isaac Bonewits, prefieren utilizar términos más acordes como «brujería neopagana» o «brujería moderna».
"Las runas brujas": bautizadas así por la wiccana Patricia Crowther, en su libro La tapa del Caldero. Sacando la información de un diario escrito en 1820 por la inglesa Sarah Stewart Watson, quien describía como gracias a su conexión con seres mágicos, pudo obtener sabiduría y conocimientos secretos de gran poder. El diario contenían 8 símbolos básicos, representaban los 8 sabbat. Ya en el siglo XX, la wicca gardneriana descubrió 5 símbolos más evolucionando a 13 runas, a finales del siglo XX cuando se descubrieron más símbolos arcanos, ahí pasó a llamarse the witches runes gold (runas doradas de las brujas o runas gitanas en España y Latinoamérica). Este sistema es muy práctico pero incompleto, ya que solo abarca los símbolos de poder esotérico, no los símbolos alquímicos, que sí los posee las Runas de los Sabios, con el alfabeto completo de 27 runas (las 13 brujas y las 14 alquímicas). Las runas brujas son una herramienta de adivinación poderosa pero fue Irina Antamonova quien descubrió el resto de símbolos y los pudo sacar a la luz en España, donde el oráculo se completó después de estar dos siglos, en el oscurantismo y usó exclusivo de las brujas, chamanas y mediums de algunas regiones de Europa. El alfabeto y el orden de los símbolos también fue descifrado por la médium rusa. Pero ha sido Patricia Crowther con su famoso libro «La tapa del Caldero» quien las sacó del baúl del olvido y las hizo renacer al mundo, sacando la información de antiguos Grimorios que heredó de su esposo y de Gerald Gardner.

## Creencias y conceptos principales

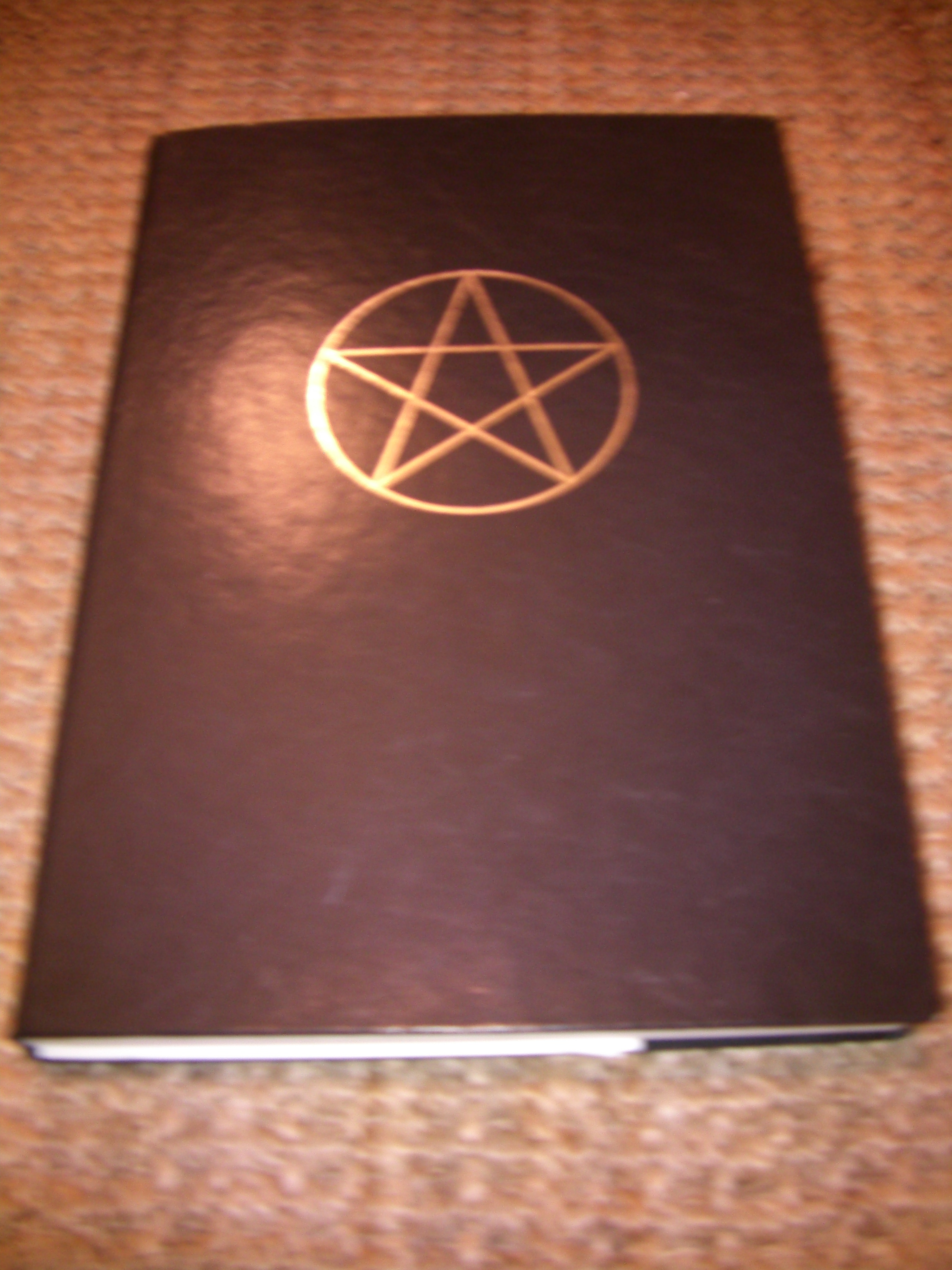
Un libro de las sombras, el diario personal de un wiccano.

Las creencias difieren mucho entre practicantes individuales y entre las distintas tradiciones, ya que no existe una organización centralizada que establezca la «ortodoxia». El nexo compartido está en los conceptos religiosos y éticos básicos, así como la forma estructural básica para los rituales o celebraciones festivas. Estos son elementos clave de las enseñanzas tradicionales y de las obras publicadas, que suelen dar un esbozo de estas materias generales.
En las formas tradicionales de wicca se utiliza el texto religioso denominado Libro de las sombras, mantenido en secreto excepto para los iniciados y pertenecientes a dicha tradición. Similar a un grimorio, es un compendio de los conocimientos y rituales concernientes a la tradición concreta, aunque gran parte de las enseñanzas siguen siendo orales. Se han propuesto en estas décadas diversos Libros de sombras públicos, como por ejemplo el editado por Lady Sheba (apodo de la autora Jessie Wicker Bell) en 1970. Algunos textos publicados originalmente por Doreen Valiente han tenido gran acogida, como la Rede wicca o El encargo de la diosa, que son adoptados por los practicantes.
Como contraste, en las formas eclécticas se utiliza el Libro de sombras de una forma dinámica, como «diario», recopilación de información a medida que se aprende, experiencias, reflexiones, etc.

### Wicca tradicional y wicca ecléctica
Ésta es la división en cuanto a práctica y creencias dentro de la wicca.
En las tradiciones con linaje o wicca tradicional (también conocida como BTW por sus siglas en inglés y derivadas de iniciados por el propio Gerald Gardner) se considera que la religión es una variedad más de brujería pagana, con prácticas, creencias, estructura organizativa e iniciática específicas. Constituye una sociedad secreta y exclusiva de brujería, a la que se tiene acceso mediante la iniciación por otro miembro, y con las sucesivas «iniciaciones» o grados se avanza en el conocimiento de la religión.Las personas iniciadas se convierten en brujas/brujos.

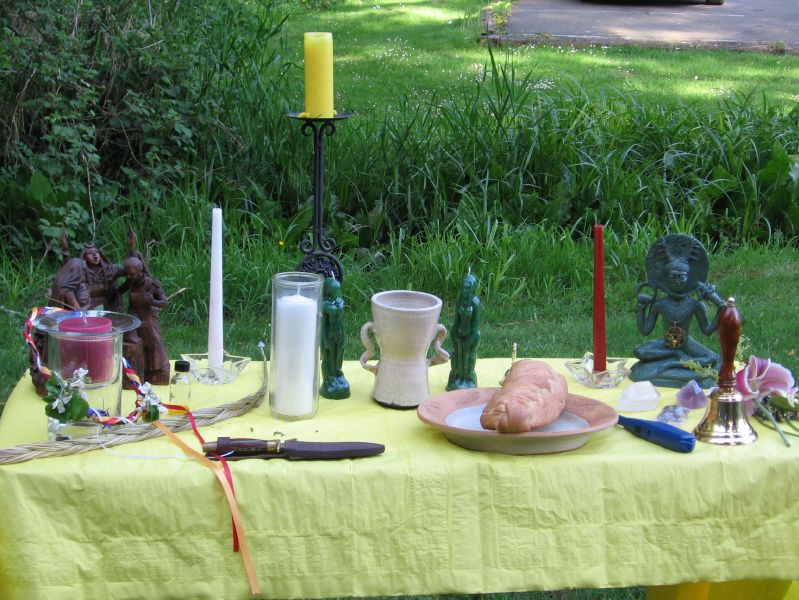
Ejemplo de un altar wiccano.

La wicca ecléctica deriva de la wicca tradicional. En estas ramas se han adaptado en general estructuras rituales y principios éticos muy parecidos a la wicca tradicional, a partir del material publicado y de las aportaciones de los diferentes autores wiccanos (muchos de ellos tradicionales) que han creado sus propias tradiciones. En la comunidad ecléctica la jerarquía tiene un papel menos importante. Algunos wiccanos eclécticos no se consideran brujos ni practican magia.
Hay que distinguir el concepto de «wiccano ecléctico» (persona que no se adscribe a ninguna tradición concreta de wicca) que en los países de habla hispana suele solaparse o confundirse con el concepto de «wicca solitaria» (personas que practican y estudian por su cuenta).
La wicca no es proselitista ni busca adeptos. Es más, los grupos iniciáticos pueden denegar la entrada a personas que no cumplan con los requisitos mínimos que significa ser iniciado, es decir, convertirse en sacerdote o sacerdotisa y afrontar las responsabilidades que esto conlleva.
Existe una rama relacionada con el feminismo con la denominación de "wicca diánica", cuyo culto está centrado principalmente en la Diosa. El año 2014 Suzsanna Budapest inició un linaje masculino. 

### Los dioses

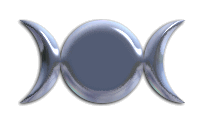
Símbolo de la Diosa.

Para muchos practicantes, esta religión gira en torno a dos dioses principales, «el Dios y la Diosa», que encarnan las fuerzas de la naturaleza y corresponden a la mitología asociada a los cultos de la fertilidad. «El Dios y la Diosa» son observados como polaridades complementarias, cuyo equilibrio expresa la misma polaridad masculino-femenina que puede verse en la naturaleza. En algunas ocasiones son simbolizados con el Sol y la Luna; por estas asociaciones lunares, la diosa es concebida en un aspecto de Triple diosa como «doncella», «madre» y «anciana». Para muchos wiccanos, la Diosa tiene un papel preeminente al ser la que todo lo concibe. El dios astado es la chispa de la vida dentro de ella, al mismo tiempo que amante e hijo de la diosa. Muere y renace en cada ciclo anual, como representación de las cosechas. La "Señora de la Vida" mantiene un ciclo mensual relacionado con las fases lunares.
Según Gardner, las divinidades veneradas en la wicca son antiguos dioses indígenas de las islas británicas: un dios astado de la caza, la muerte y la magia, que gobierna en el Otro Mundo; y una gran diosa madre, que otorga la vida y la regeneración después de la vida. Del mismo modo, aconseja que los brujos que no sean británicos busquen las conexiones con los dioses aborígenes de su territorio. En las ramas tradicionales, los nombres exactos de los dioses siguen siendo parte del secreto iniciático y no han sido publicados en ningún libro. En estos años, se han sugerido algunos nombres públicos genéricos, como Cernunnos y Aradia.

Símbolo del Dios astado

Una creencia clave en wicca es que los dioses pueden manifestarse de manera personal y corpórea, siendo la más importante a través del cuerpo de sus sacerdotes y sacerdotisas. Esta manifestación es el objetivo del ritual de «bajar la Luna» o «bajar el Sol», donde se invoca a la Diosa para que descienda al cuerpo de la sacerdotisa (o al Dios en el sacerdote) para llevar a cabo la «posesión divina».
Por otra parte, la relación exacta con los dioses y el entendimiento de estos es parte de la experimentación individual de cada sacerdote/sacerdotisa. Por ello se han desarrollado diferentes variantes de interpretación en estas décadas: algunos wiccanos son politeístas, ya que los diferentes dioses mitológicos además de los dioses de la wicca son vistos como independientes y personalizados entre sí. Otros los interpretan como «formas de pensamiento», o incluso «arquetipos» (según el famoso psicólogo Jung) que encarnan diferentes fuerzas naturales.
En la Comunidad Ecléctica está muy extendida una concepción puramente diteísta de la religión, considerando solo dos grandes figuras genéricas, la Diosa (de la Luna, la tierra y el mar) y el Dios (del bosque, la caza y los animales). Las parejas mitológicas de diferentes panteones encarnarían los rostros del Dios y la Diosa. También se ha hecho muy popular una especie de politeísmo suave, en el que los diferentes dioses y diosas de todas las culturas son vistos como facetas de esta pareja divina, tengan o no conexión con los conceptos de fertilidad y dioses que representan.
También hay una concepción monoteísta, siendo la Diosa la figura principal para algunas tradiciones, por considerarse como completa en sí misma. A los conceptos feministas se han unido conceptos inspirados en teorías sobre las grandes diosas neolíticas y sobre las sociedades matriarcales (como las hipótesis de Marija Gimbutas), dando paso a una corriente aparte denominada «religión de la diosa». En la wicca hay además un componente de animismo, ya que se considera inmanentes a los dioses; la naturaleza es sagrada en sí misma como manifestación de la divinidad.
También se veneran los diferentes dioses de la mitología para canalizar mejor las energías. Un ejemplo es al hacer un hechizo de amor y transmitirlo a Afrodita (Diosa del amor en la Mitología Griega) para que tenga más fuerza.

### Los elementos

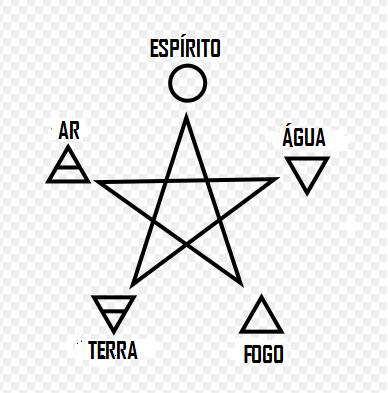
Simbología de los elementos en la wicca.

Los elementos básicos son asimismo parte importante de la cosmovisión wiccana. Las manifestaciones naturales expresan alguno de los cuatro elementos arquetípicos: aire, fuego, agua y tierra, o combinaciones de estos. Suele añadirse un quinto elemento denominado Espíritu (Éter o Akasha). Los elementos son simbolizados por el pentagrama, que entre otras cosas representa los cuatro elementos con el Espíritu en la parte de arriba. Al trazar el círculo mágico para los rituales religiosos, además de los dioses se invoca a los cuatro elementos que se corresponden con los cuatro puntos cardinales. Siguiendo el orden: Este, Sur, Oeste y Norte.

### Iniciación y secreto
Para los practicantes de la wicca iniciática, el término «wicca» solo es correcto cuando se aplica a las personas que han recibido la iniciación tradicional, es decir, que han recibido la conveniente formación y entrenamiento además de la «transmisión de linaje» por parte del iniciador. Esta creencia en la transferencia de poder no tiene mucha relevancia entre los wiccanos eclécticos, que suelen realizar rituales de autodedicación para simbolizar su entrada en la religión.
En muchas de las formas tradicionales de wicca existen tres grados de iniciación. El primero es necesario para convertirse en brujo/a y entrar a formar parte del coven; el segundo grado implica avanzar en conocimientos y estar capacitado para ser sacerdote/sacerdotisa. Al llegar al tercer grado, el practicante tiene los conocimientos y experiencia necesarios para formar su propio coven. Esto es una manera simplista de entender un sistema de grados que varía entre tradiciones y que cobra relevancia solamente cuándo se comparan elementos de estudios similares.

## Ética
Los wiccanos se basan en varios principios, algunos de los cuales son:
- La Rede

- La enseñanza: Los wiccanos, especialmente los de corte tradicional, consideran que la enseñanza se debe hacer dentro de un coven (aquelarre), desde los ya iniciados a los aspirantes. Los practicantes de wicca en solitario practican la autoiniciación, después de haber estudiado y haber practicado durante un período de un año y un día, es decir, una Rueda Anual Completa. También hay wiccanos solitarios que no realizan una autoiniciación y solo se dedican a estudiar.

- Constante evolución: Los seguidores de wicca tienen la convicción de que nunca terminan de aprender, estando en un proceso continuo de aprendizaje. Generalmente piensan que se debe utilizar lo aprendido para mejorar en un camino de evolución espiritual no solo como persona, sino tratando de mejorar el entorno, respetando a la naturaleza y lo que nos rodea, y que este respeto se pueda extender cada vez más.

- No proselitismo: En la wicca no se buscan activamente «adeptos», sino que los interesados en aprender y seguir cualquiera de sus vías se acercan por propia iniciativa. La wicca es tolerante con otras religiones, ya que se reconoce como uno de los múltiples caminos para acercarse a los dioses, existiendo otros muchos que no tienen por qué ser erróneos, solo distintos al de la wicca.

## Festividades
Los wiccanos tienden a seguir con preferencia los ciclos lunares y celebran 21 fiestas anuales: 8 Sabbats o festividades de estación y semiestación y 13 Esbats o lunas llenas al año.
Cualquier actividad relacionada con la luna es un esbat, que implica la reunión de los wiccanos para celebrar alguna fase lunar, dentro de las cuales la más popular es el de plenilunio. Los sabbats, en cambio, son celebraciones que dependen de los ciclos solares y de la relación sol-tierra. Dentro de las festividades de estación se distinguen dos tipos: mayores (referidos a los cambios más importantes en la Tierra y, por ende, en la tribu) y menores (los equinoccios y solsticios).

### Sabbats

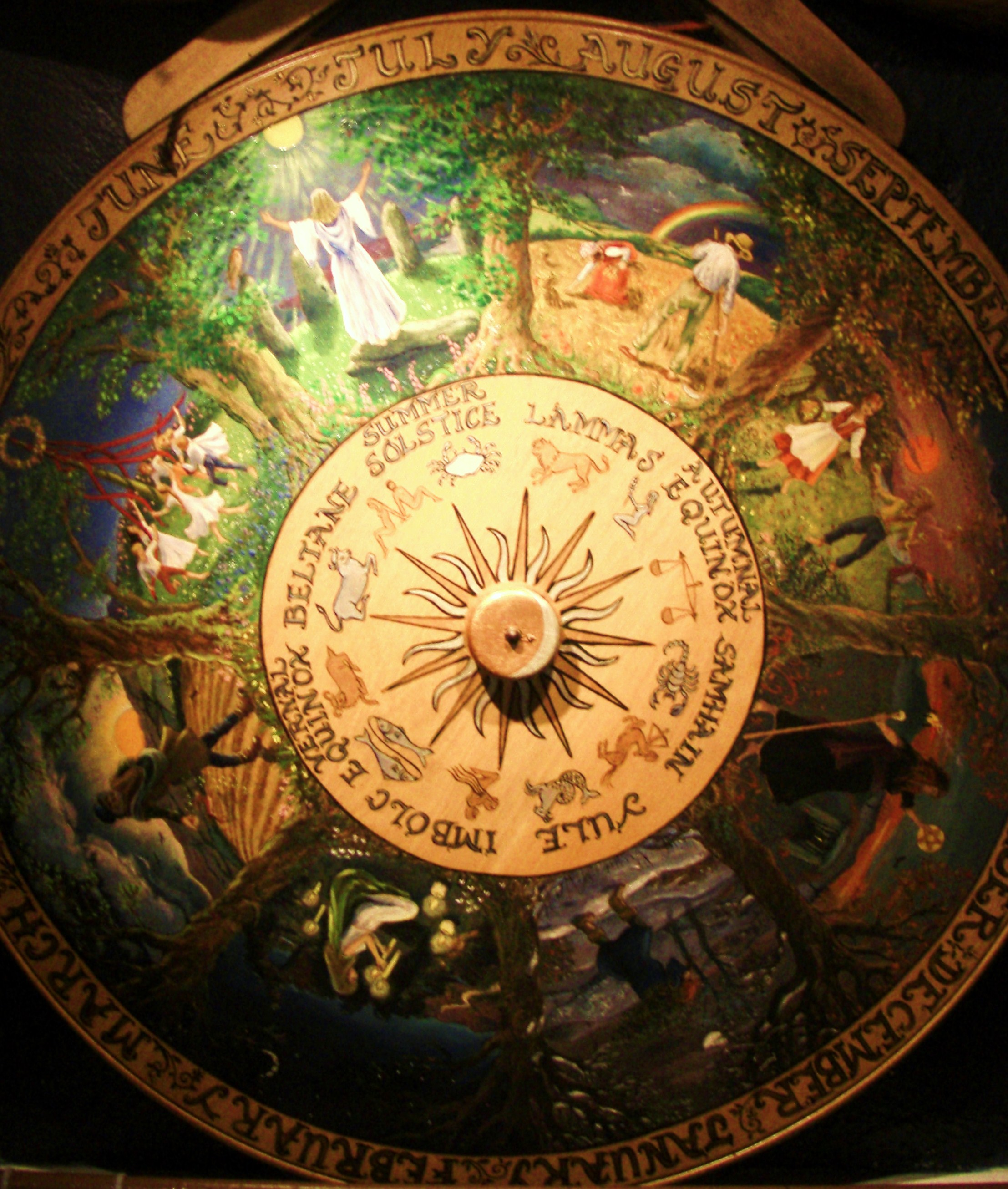
La Rueda del año.

- Samhain: (31 de octubre: Hemisferio Norte / 1 de mayo: Hemisferio Sur)

Conmemora la muerte del dios y su viaje al Otro Mundo, mientras la diosa llora su muerte. Es la noche en la que los wiccanos recuerdan a sus ancestros y antepasados. Se dice que debido al viaje del dios, las leyes mundanas del tiempo y el espacio están temporalmente suspendidas y la barrera entre los mundos desaparece. Comunicarse con los antepasados y espíritus de fallecidos es fácil para este tiempo. Además se considera Samhain como punto de inflexión y comienzo del año wiccano, el fin del ciclo de la vida, donde todo vuelve a comenzar.
- Yule: (Solsticio de Invierno - 20-23 de diciembre: H. Norte / 20-23 de junio H. Sur)

Solsticio de invierno. Nacimiento del dios. Coincide con el comienzo de la elevación del Sol y la espera de la primavera. La vida comienza a brotar y a renacer lentamente en la tierra.
- Imbolc: (2 de febrero H. N. / 1 de agosto H. S.)

Se bendicen las semillas. Es el festival de la doncella, que se prepara para su crecimiento. Se celebran las primeras señas de que la primavera se está acercando. También conocido como «fiesta de las luces» o el festival de las velas
- Ostara: (Equinoccio de primavera - 20-23 de marzo H. N. / 20-23 de septiembre H. S.)

Equinoccio de primavera. Llega la primavera, y el dios se enamora de la diosa, mientras la naturaleza se renueva. Los rituales conmemoran la fertilidad creciente de la tierra.
- Beltane: (1 de mayo H. N. / 31 de octubre H. S.)

Se celebra la unión del dios y la diosa, el período máximo de fertilidad. Además es importante en esta fiesta el fuego, pues Beltane significa ‘el fuego de Bel’ (dios Sol). Estos festejos fueron duramente desaprobados por la iglesia cristiana, por creer que promovían el libertinaje.
- Litha: (Solsticio de Verano - 20-23 de junio H. N. / 20-23 de diciembre H. S.)

Solsticio de verano. Es el día más largo del año, en el que el dios alcanza su máximo poder, antes de empezar a debilitarse. Es homenajeado con hogueras por la noche.
- Lughnasadh o Lammas: (1 de agosto H. N. / 2 de febrero H. S.)

Lughnasadh quiere decir «los juegos de los funerales del dios» Lugh. Es la fiesta de la primera cosecha, la recolección e inicio de la muerte simbólica del dios. Los rituales sirven como recordatorio para propiciar una buena cosecha.
- Mabon: (Equinoccio de otoño - 20-23 de septiembre H. N. / 20-23 de marzo H. S.)

Equinoccio de otoño. El día y la noche tienen la misma duración. La diosa llora a su consorte mientras envejece. La tierra se prepara para la ausencia del dios. Es un buen período para la meditación.

## Tradiciones wiccanas
Una tradición en wicca implica normalmente la transferencia de un linaje mediante iniciación. También hay practicantes que no se adhieren a una tradición en particular. Existen muchas otras tradiciones de brujería europea que no tienen relación con wicca ni ninguna de sus ramas. En algunos casos, son renacimientos contemporáneos de tradiciones europeas de brujería con fuentes distintas y mejor identificables que las influencias ceremoniales gardnerianas, e históricamente enfrentados a las aportaciones de Gardner.
Por la aparición de las corrientes wiccanas eclécticas (sobre todo a partir de los años 70) el sentido de tradición varía. Más que el linaje, conformar una «nueva» tradición de wicca se basa en un conjunto característico respecto a las creencias concretas, la forma de realizar los rituales, la manera de enseñanza, etc. Con una derivación en mayor o menor grado del sistema desarrollado por Gerald Gardner para la práctica de la hechicería.

### Principales ramas
- Wicca gardneriana: wicca tradicional creada por Gerald Gardner.

- Wicca alejandrina: Rama creada por Alex Sanders, es similar a la Gardneriana.

- Wicca dianica o dianismo: Rama que pone énfasis en la Diosa, colocándola por encima del Dios. Es monoteísta femenina.

- Seax-Wica: Fundada por Raymond Buckland está basada en las tradiciones sajonas.

- Faery wiccan: Rama wiccana que trabaja con panteón propio además de con el mundo feérico. Se nutre mucho de la tradición celta.

- Wicca tamerana o Tameran wicca: Rama creada por Ellen Cannon Reed, es politeísta y trabaja con el panteón egipcio.

- Wicca celta: Rama que se caracteriza por mostrar gran respeto a la naturaleza.

## La wicca en el mundo
Existen comunidades de wicca en casi todos los países de Europa Occidental, Canadá, Angloamérica, Hispanoamérica (México, Brasil, Chile, Argentina, Colombia, Venezuela, Panamá, Costa Rica y Puerto Rico, entre otros), así como en Asia, donde hay comunidades de wicca en Japón, India e Israel.
Al existir practicantes solitarios se estima que existe un gran número de practicantes a lo largo del mundo.

### Reconocimiento legal
El gobierno de los Estados Unidos de América ha reconocido a la wicca como una religión y en el manual del ejército estadounidense se ha incluido una sección «U.S. Army Instructions for Chaplains on wicca» (Instrucciones del ejército estadounidense para capellanes acerca de la wicca), que contiene una descripción detallada de la religión, así como de las consideraciones específicas que se deben tener para adherentes de esta filosofía religiosa. Recientemente se ha aceptado también el pentáculo como símbolo lícito para uso en cementerios estatales.

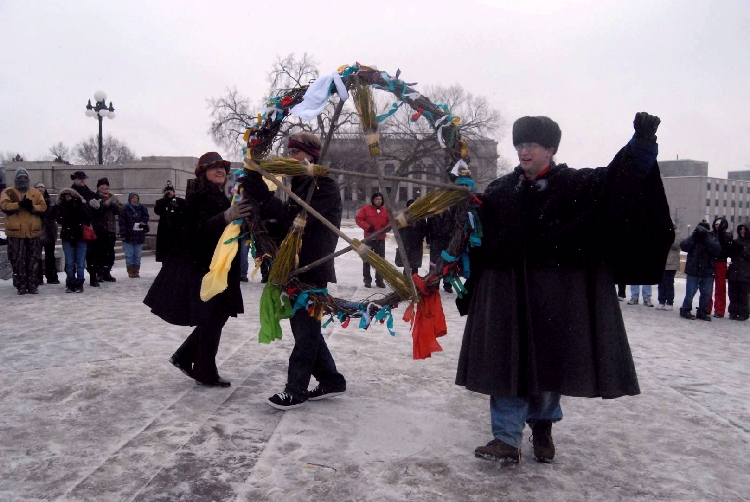
Reunión de wiccanos en Estados Unidos.

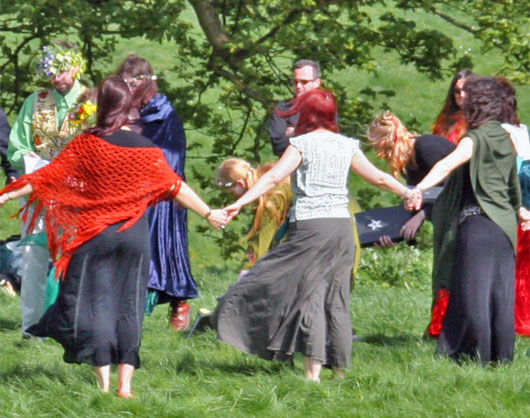
Celebración wiccana.

En Puerto Rico, a 13 de septiembre de 2000, se declaró ante el Estado la intención de formar una agrupación wicca/pagana que fuera reconocida y aceptada bajo las mismas consideraciones que sus contrapartes de otras religiones (como las iglesias, las mezquitas y los ashrams). Fue aceptada y sus sacerdotes declararon estas palabras ante la creciente comunidad presente en el año 2000:
"Bajo la luna oculta de agosto, dentro de un Círculo de Luz, siguiendo la orientación de la Diosa Madre Oscura, dos sacerdotes y dos sacerdotisas sembraron la semilla de una nueva organización. Este nuevo grupo a través de la didáctica, se dedicaría a ayudar a aquellos que buscan su propio camino Pagano. Aun siendo wicca en su enfoque, jamás cerrarían sus puertas a otras opiniones Paganas. Unidos en su decisión de vivir su sacerdocio abiertamente, se vieron como Guardianes del Sendero Antiguo.
"Y bajo la candente mirada del sol de mediodía en este día del plenilunio, 13 de septiembre de 2000 de la Era Común, Dirgemoot, Eros y Nightsilver declararon ante las autoridades gubernamentales su intención de cultivar la semilla de dicho grupo y fueron aceptados..."
Estas acciones convirtieron a Puerto Rico en ser uno de los primeros países hispanohablantes que otorgó reconocimiento a una organización wicca, como una religiosa, sin fines de lucro y con la habilidad y capacidad de celebrar las nupcias (matrimonio) según las leyes del estado.
En Costa Rica desde el 15 de diciembre de 2010 la Asociación wicca Costarricense Imani fue registrada ante el Departamento de Asociaciones del Registro Civil estableciendo como sus fines: Fomentar el espíritu de hermandad wiccana sin distinción de tradiciones, fomentando la identidad wiccana.
En España la wicca ha sido reconocida e inscrita en el Registro de Entidades Religiosas del Ministerio de Justicia la Sociedad Antigua de Kelt, con el n.º 1233-SG en septiembre de 2007. En dicha Sociedad se constituyó el Coven Sauce Plateado, que se convirtió así en el primer coven español con personalidad jurídica religiosa.
Desde diciembre de 2011, el Estado español reconoce "tradición wicca celtíbera".
En España la wicca celtíbera es legalmente reconocida como Confesión Religiosa el día 23/12/2011, una vez inscrita en el Registro de Entidades Religiosas del Estado español con el Núm. de Ref.: 2560-SG/A. En Portugal la misma tradición de la wicca se inscribió en el Registro de Entidades Colectivas el 26/6/12 como Confissão Religiosa Wicca Celtibera.

## En la cultura popular
En la década de 1990, los medios populares comenzaron a explorar la «brujería» en películas de ficción como The Craft (1996) y series de televisión como Charmed (1998-2006), introduciendo a muchos jóvenes a la idea de la brujería religiosa. 
Ciertas series y películas incluyen a personajes wiccanos o referencias indirectas; En la película Blair Witch 2, el personaje de Erica, interpretada por Erica Leerhsen, es practicante de esta religión. En el episodio «Rednecks and Broomsticks», de Los Simpson, donde Lisa entra en la religión. En Scooby-Doo y el fantasma de la bruja, donde las hechiceras practican esta religión y es fundamental en esa película. También en Ben 10, donde el libro de hechizos de Gwen (anteriormente de Charmcaster) es muy similar a un diario wicca. Igualmente hay más referencias con dichos personajes y Hex. También es probable que algunos accesorios de Sailor Moon estén inspirados en los símbolos wicca.
Otras series que en la actualidad hablan de la wicca, podemos encontrar las series de Netflix, Superstición donde en los últimos capítulos, podremos encontrar a Tilly la médico forense del grupo e hija de una sacerdotisa wicca.